# Paulína Slepčíková

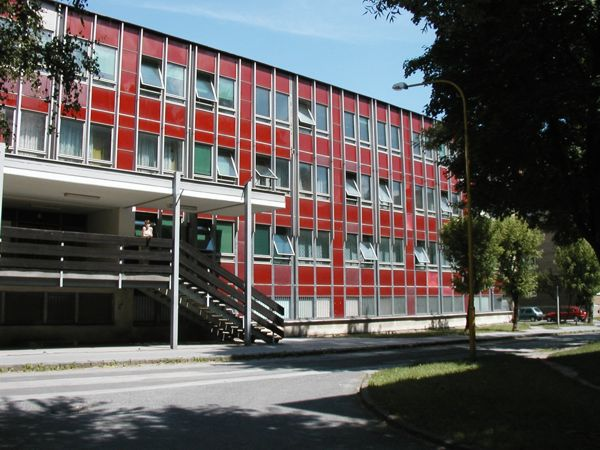
Budova Přírodovědecké fakulty Univerzity Pavla Jozefa Šafaříka v Košicích

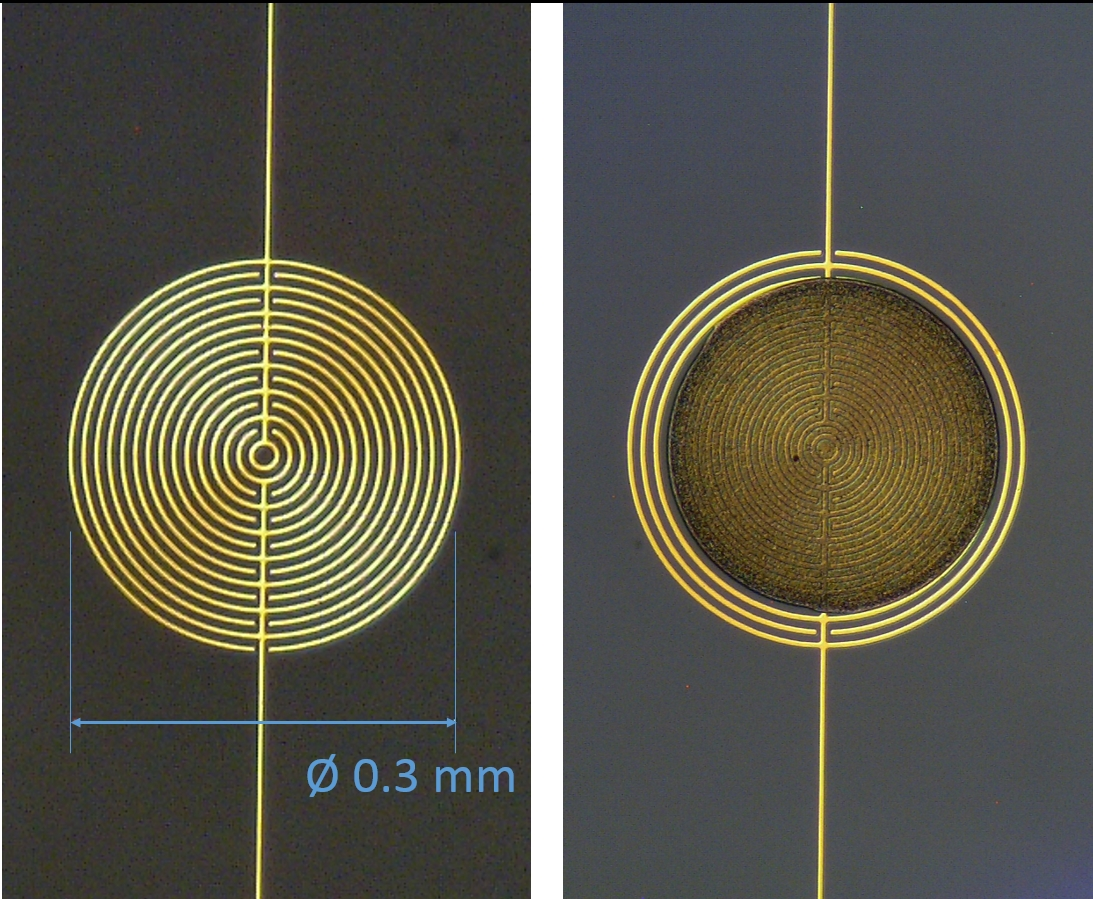
Kruhové interdigitální elektrody s chemirezistorovou vrstvou ze zlatých nanočástic a bez ní

Paulína Slepčíková (* 1991) je vědkyně romského původu věnující se organické chemii. Výsledky jejích výzkumů byly publikovány v zahraničních odborných časopisech. Od roku 2023 je nositelkou ocenění Roma Spirit v kategorii osobnost.

## Život

### Rodinné zázemí
Vyrůstala v romské rodině jako nejstarší ze tří dětí. Její rodiče pocházeli z vesničky Mníšek nad Hnilcom v okrese Gelnica. Oba pracovali (otec v U.S. Steel což byly tehdy Východoslovenské železárny) a ačkoliv neabsolvovali vysokoškolské vzdělání, oba měli ve škole velmi dobré známky. V širším příbuzenstvu téměř všichni její bratranci a sestřenice dokončili středoškolské studium (mají maturitu) a nebo disponují vysokoškolským diplomem. Její sestra Janka má rovněž vysokoškolské vzdělání – vystudovala pedagogiku v Prešově a pracuje jako učitelka v mateřské škole. Její bratr Vlado je muzikant, vystudoval hru na klavír na Akademii umění v Bánské Bystrici a pracuje jako profesor na konzervatoři v Košicích a učí na základní umělecké škole. Krátce poté, co se Paulína Slepčíková narodila, přestěhovala se v 90. letech 20. století rodina do Košic za otcem, který tam pracoval. Na sídlišti Ťahanovce pak rodina zakoupila byt.

### Studia
Již od první hodiny chemie v 8. ročníku základní školy snila a plánovala svoje uplatnění v chemické laboratoři. Během středoškolského studia na gymnáziu v Košicích na Opatovské cestě 7 se účastnila různých fyzikálních a chemických olympiád. V roce 2010 začala studovat obor vědecká chemie na Přírodovědecké fakultě Univerzity Pavla Jozefa Šafaříka v Košicích (UPJŠ). Ještě během vysokoškolského studia v prvním ročníku Paulína zjistila, že je gravidní, ale po porodu syna na začátku 2. ročníku pokračovala dále ve studiu. Pro organickou chemii se rozhodla ve 2. ročníku univerzitního studia. Po řádném magisterském studiu, které zakončila s výborným prospěchem (měla červený diplom) se jí podařilo úspěšně projít přijímacími zkouškami k doktorandskému studiu (Ph.D.), které absolvovala na Katedře organické chemie Univerzity Pavla Jozefa Šafaříka v Košicích. Během doktorandského studia se účastnila tzv. noci výzkumníků, kde demonstrovala mládeži různé pokusy. Celý průběh vysokoškolského studia byl pro ni značně organizačně náročný neboť současně se studiem ještě pečovala o malého syna, ale bydlela u rodičů a ti ji dle svých sil (oba byli zaměstnaní) hodně se vším pomáhali.

### V pracovním procesu
Po skončení doktorandského studia v roce 2020 ji přijali do skupiny profesora Pavla Myškovského, kde spolu s kolegy a spolupracovníky pracovala jako vědecko–výzkumná pracovnice na vývoji zlatých senzorických čipů pro rychlou detekci různých organických molekul, virů (např. coronavirus), pesticidů, polutantů a jiných chemických látek (většinou ve vodných roztocích)

### Zahraniční cesty
Otevřel se jí odborný prostor: měla možnost pracovat na vícero zahraničních projektech a také se zúčastnila několika zahraničních pracovních cest.
V srpnu 2022 byla na zahraničním studijním pobytu v Alicante ve Španělsku. Zde spolu se svými kolegy prezentovala výsledky práce na určité předtím zadané téma (jednalo se o nové metody detekce).
V říjnu 2022 se účastnila čtrnáct dní trvajícího projektu pod záštitou OSN, který se zabýval monitorováním kvality vody v řekách a jezerech po celém území Moldavska. Spolu s místním řidičem a kolegyní obě vědkyně navštívily a v terénu proměřily 27 lokalit.

### Roma Spirit
Na konci roku 2023 získala Paulína Slepčíková cenu Roma Spirit 2023 v kategorii osobnost za inspirativní osobní příběh a úspěšnou kariéru vědkyně v oblasti organické chemie. Ve své další odborné kariéře se chce zaměřit na kvalitní vědecké bádání a publikování. Kromě chemie patří mezi její volnočasové záliby pečení a vaření.